# Karoline Herfurth
Karoline Herfurth (Berlijn, 22 mei 1984) is een Duitse actrice.

## Biografie
Herfurth studeerde aan de toneelschool Ernst Busch in Berlijn.
Ze debuteerde in 2000 op het witte doek als Anna in de Duitse rolprent Crazy. Vervolgens stond ze tot en met 2008 in nog vijftien andere, voornamelijk Duitstalige films. De enige uitzonderingen daarop vormen Perfume: The story of a murderer en The Reader.
Ze won de Adolf-Grimme-Preis voor haar rol als Hayat in de dramafilm Eine Andere Liga (2005) en de Undine-Preis (Oostenrijk) voor haar bijrol als pruimenverkoopster in de Amerikaanse dramafilm Perfume: The story of a murderer (2006). In 2008 werd aan haar de Preis der deutschen Filmkritik toegekend in de categorie "beste actrice" voor haar acteerwerk in Im Winter ein Jahr.

## Filmografie
- 1995: Ferien jenseits des Mondes (televisiefilm)

- 2000: Crazy
- 2000: Küss mich, Frosch (televisiefilm)
- 2001: Mädchen, Mädchen
- 2002: Große Mädchen weinen nicht
- 2003: Mein Name ist Bach
- 2004: Anemonenherz
- 2004: Mädchen, Mädchen 2 - Loft oder Liebe
- 2004: Prinzessin macht blau (televisiefilm)
- 2005: Eine Andere Liga
- 2006: Die Kinder der Flucht: Breslau brennt (televisiefilm)
- 2006: Perfume: The story of a murderer
- 2006: Deutschmänner (televisiefilm)
- 2006: Peer Gynt (televisiefilm)
- 2007: Pornorama
- 2008: The Reader
- 2008: Das Wunder von Berlin (televisiefilm)
- 2008: Im Winter ein Jahr
- 2009: Berlin '36
- 2009: Die Gänsemagd (televisiefilm)
- 2010: Das Leben ist zu lang
- 2010: Jerry Cotton
- 2010: Vincent will Meer
- 2010: Wir sind die Nacht
- 2010: So wie wir hier zusammen sind (korte film)
- 2011: Das Blaue vom Himmel
- 2011: Festung
- 2012: Passion
- 2012: Errors of the Human Body
- 2012: Zettl
- 2013: Fack ju Göthe
- 2014: Rico, Oskar und die Tieferschatten
- 2015: Fack ju Göthe 2
- 2015: Gespensterjäger - auf eisiger Spur
- 2015: Rico, Oskar und das Herzgebreche
- 2015: Traumfrauen
- 2016: Rico, Oskar und der Diebstahlstein
- 2016: SMS für Dich
- 2017: You Are Wanted - Lena Arandt (televisieserie, 6 afleveringen)
- 2018: Beat - Emilia (televisieserie)
- 2018: Die kleine Hexe
- 2019: Das perfekte Geheimnis
- 2019: Sweethearts
- 2022: Wunderschön
- 2022: Einfach mal was schönes
- 2024: Eine Million Minuten

### Spreekrollen
- 2008: The Crimson Wing: Mystery of the Flamingos (documentaire film)
- 2014: The House of Magic

### Regie
- 2012: Mittelkleiner Mensch (korte film)
- 2016: SMS für Dich
- 2019: Sweethearts
- 2022: Wunderschön

### Shows
- 2017: Schulz & Böhmermann (talkshow, rol van Claudine Landmann)

## Theater
- 2007: Sauerstoff van Ivan Wyrypajew, (Maxim Gorki Theater Berlijn), coproductie met de Hochschule für Schauspielkunst Ernst Busch
- 2008: Liliom (Deutsches Nationaltheater Weimar)

## Hoorspel
- 2011: Bibi Blocksberg ... Und Piraten-Lilly (als Piraten-Lilly)

## Luisterboeken
- 2017: Otfried Preußler: Die kleine Hexe, der Audio Verlag, ISBN 978-3-86231-981-7
- 2017: Volker Kutscher: Moabit (samen met Marc Hosemann & David Nathan), Argon Verlag, ISBN 978-3-7324-1596-0